# Philip H. Diehl

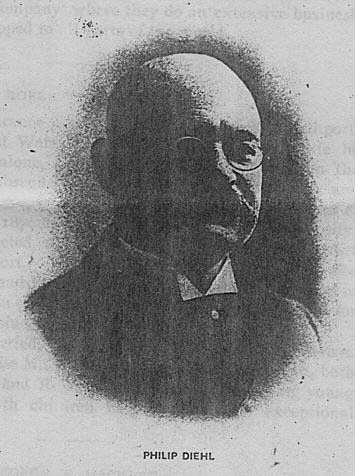
Philip Diehl

Philip H. Diehl (Dalsheim, 29 januari 1847 – Elizabeth (New Jersey), 7 april 1913) was een Amerikaans technicus en uitvinder van Duitse afkomst. Diehl was een tijdgenoot van Thomas Edison en zijn uitvindingen zorgden ervoor dat Edison de prijs van gloeilampen moest verlagen. Daarnaast staat Diehl bekend als de uitvinder van de plafondventilator.

## Biografie
Diehl werd in 1847 geboren in het Duitse Dalsheim. In juli 1868, 21 jaar oud, emigreerde hij naar New York, waar hij werk vond in verscheidene machinewerkplaatsen. Datzelfde jaar nog werd hij als leerjongen aangenomen bij de Singer Manufacturing Company. In 1870 of 1871 stapte hij over naar de Remington Machine Company in Chicago waar hij tot 1875 aanbleef. In 1871 verloor hij al zijn bezittingen in de grote brand van Chicago (Great Chicago Fire).
In 1875 verhuisde Diehl naar Elizabeth in New Jersey waar hij de leiding kreeg over een proeffabriek waar de naaimachines van Singer werden verbeterd. Dit was geen alledaagse baan omdat Singer rond 1897 bijna een miljoen machines per jaar fabriceerde – van eenvoudige huishoudelijke naaimachines tot diverse industriële machines aangedreven door stoom of elektriciteit.
In 1873 trad Diehl in Chicago in het huwelijk met Emilie Loos. Uit dit huwelijk werd in 1897 een dochter, Clara Elvira, geboren. Hij overleed in 1913 op 66-jarige leeftijd.

## Elektrische verlichting
In de kelder van zijn huis in Elizabeth vond Diehl een gloeilamp uit die verschilde van Edisons gloeilamp en waar hij in 1879 octrooi op verkreeg. Diehls belangrijkste innovatie was dat zijn lamp geen toevoerdraden had, maar inductie gebruikte. De voet van zijn lamp bevatte een spoel die magnetisch gekoppeld was met een primaire spoel in de lampaansluiting.
Diehls rechten op de uitvinding van deze inductielamp werden door George Westinghouse voor 25.000 dollar gekocht. Hoewel Diehls lamp prijstechnisch niet kon wedijveren met Edisons gloeilampen gebruikte Westinghouse Diehls lamp om Edisons monopoliepositie op de gloeilamp te doorbreken. Het lukte hem om een lagere prijs te verkrijgen op het gebruik van Edisons patentrechten.

## Elektrische ventilator
De elektrische ventilator werd in 1882 uitgevonden door Schuyler Skaats Wheeler. Een paar maanden later monteerde Diehl een ventilatorblad op een naaimachinemotor en maakt het geheel vast aan het plafond. Op zijn uitvinding van de plafondventilator verkreeg hij in 1887 octrooi. Later voegde hij er nog een lamp aan toe.